# 女子グルメバーガー部
『女子グルメバーガー部』（じょしグルメバーガーぶ）は、2020年7月11日（10日深夜）から9月26日（25日深夜）までテレビ東京の「ドラマ25」枠にて放送されていたテレビドラマ。
2021年6月27日に『女子グルメバーガー部2021夏SP』が放送された。

## 概要
グルメバーガー（材料や製法にこだわった高級ハンバーガー）の魅力にはまった12人の女子たちが主役のオムニバスコメディで、原則毎回2人ずつ登場する。最終話のグルメバーガー試食会において、友達にも食べさせたいという輪が12人を繋ぎ、それを機に作られたSNSのグループ名が「女子グルメバーガー部」となる。
登場するバーガー店は実在の店舗で撮影しているが、店内スタッフ・常連客は俳優が演じており、番組最後には「お店への取材をもとに構成したフィクションです」というテロップが表示される。
撮影は2020年2月から3月中旬（新型コロナウイルス緊急事態宣言発令前）にかけて、新型コロナウイルス感染防止に留意しながら行われた。このためスペシャル版放送時は番組冒頭で「政府や自治体のガイドラインに基づき、感染防止対策を徹底して収録を行っています」というテロップが画面右下に表示されていた。

## キャスト
- 衛藤セーラ（21） - 瑛茉ジャスミン[2]（第5話、第6話、最終話、2021夏SP）
ロリータファッションに身を包み、テンションが上がると関西弁になる女性。父親がアメリカ人。
- 美藤こず恵（21） - 大原優乃[3]（第1話、第4話、最終話、2021夏SP）
女子大生。彼氏に振られ、喫茶店でやけ食いをしようとしたところ、映美にグルメバーガー店に誘われる。
- 藤枝涼子（23） - 北村優衣[2]（第3話、第5話、第8話、最終話）
第一志望の会社に入社したてのOL。肉バル通いが趣味で自称「新宿のライオン」。
- 森林映美（21）
  - 佐々木美玲（日向坂46）[3]（第1話、最終話）
  - 渡邉美穂（日向坂46）[注釈 3]（2021夏SP）

グルメバーガー店を開く夢を持つ女性。喫茶店のアルバイトをやめ、グルメバーガー店「ファイヤーハウス」で働くようになる。
- 佐野祥子（23） - 福田愛依[2]（第9話、第11話、最終話）
建築会社の事務員。
- 大谷玲奈（28）- 松田るか[2]（第5話、第8話、最終話）
バリキャリ女子。涼子の先輩。かわいいもの好きな一面を持つ。
- 北見七瀬（23） - 松本妃代[2]（第2話、第3話、最終話）
大企業の受付嬢。実家は旅館。涼子とは幼馴染。
- 美藤だりあ（18） - 宮﨑優[2]（第2話、第4話、最終話、2021夏SP）
女子高生。こず恵の妹。清掃のアルバイト先で七瀬と知り合う。
- 近衛一美（24） - 宮下かな子[2]（第9話 - 最終話）
建築デザイナーを目指してアルバイト中。彩花のボクシングの先輩。
- 不二すみれ（25） - 矢島舞美[2]（第6話、第7話、最終話）
シンガーソングライター。英会話教室でセーラと知り合う。
- 筧川彩花（18） - 山口まゆ[2]（第7話、第10話、最終話）
ボクシングをやっている女子高生。すみれのファン。
- 木場のえる（22） - 横田真悠[2]（第11話、最終話）
女子大生。幼馴染の祥子の紹介でグルメバーガーに目覚める。

## ゲスト
第1話
- 長谷川 - 橋本一郎
- 宮田佳典
- 渡辺佑太朗
- 世古口凌
- 金時むすこ
- 白澤拓也
- 小嶋恭士郎
- 氏家康成

第2話
- 厚子 - 紅ゆずる
- れな - 河合優実
- 和恵 - 辻本みず希

第3話
- 高木 - 岡田浩暉
- BOB
- 鈴木つく詩
- 中村優月
- 竹本莉里花

第4話
- 木村料理長 - 少路勇介
- 永田崇人
- 武藤令子
- 山本夢
- 渡部遼介
- 本田慎
- 遥葵りさ
- 斉藤あやめ

第5話
- 周 - 大塚ヒロタ
- 川村海乃
- 平山由梨（第8話）
- 猪飼公一（第8話）
- 松嶋健太
- キンタカオ

第6話
- 足立竜二 - 九代目坂東彦三郎
- 音成勇佑
- 志乃
- 英会話教室の先生 - YURINO
- Gregory Pekar
- Robert Anderson

第7話
- 片寄 - 本多力
- Jake Cloudchair
- 三代堅
- 阿部耕作
- 倉橋采里（声の出演）

第8話
- 島本 - 勝矢
- 小林洋平

第9話
- 三波春江 - 山村美智
- 三上勤（第11話）
- 中岡さんたろう（第11話）
- 山縣章二（第11話）
- 坂口彩（第11話）
- 藤牧優花
- 大辻賢吾

第10話
- 小木野 - カトウシンスケ
- 藤谷理子
- 松浦慎一郎
- 小野木里奈

第11話
- 新井 - 大水洋介（ラバーガール）
- 池森 - 佐藤貢三

最終話
- 真次郎 - 太田博久（ジャングルポケット）
- 吉田 - 光石研

2021夏SP
- ジャン・裕一
- 内藤聖羽
- 桜木梨奈
- 一ノ瀬竜

## スタッフ
- 監督 - 本田隆一、高島夏来、湯浅弘章、近藤啓介、村上大樹、梅津芳臣
- 脚本 - 村上大樹、下亜友美、酒井善史、近藤啓介、本田隆一
- 主題歌 - eill「踊らせないで」
- 音楽 - 牧戸太郎
- ナレーション - 小林克也
- 企画・プロデュース - 滝山直史
- プロデューサー - 坂井正徳、林洋輔
- 制作 - テレビ東京、the ROOM
- 製作 - 「女子グルメバーガー部」製作委員会

## 放送日程
| 話数   | 放送日  | 脚本     | 監督     | 訪れた店舗                                                       | 主演                    |
| ------ | ------- | -------- | -------- | ---------------------------------------------------------------- | ----------------------- |
| 第1話  | 7月11日 | 村上大樹 | 本田隆一 | No.18（豊島区東池袋）                                            | 大原優乃 佐々木美玲     |
| 第2話  | 7月18日 | 村上大樹 | 本田隆一 | SHOGUN BURGER 新宿店（新宿区歌舞伎町）                           | 松本妃代 宮﨑優         |
| 第3話  | 7月25日 | 下亜友美 | 高島夏来 | Island Burgers 四谷三丁目店（新宿区四谷）                        | 北村優衣 松本妃代       |
| 第4話  | 8月01日 | 村上大樹 | 村上大樹 | BLACOWS（渋谷区恵比寿西）                                        | 宮﨑優 大原優乃         |
| 第5話  | 8月08日 | 下亜友美 | 高島夏来 | BURGER&MILKSHAKE CRANE（千代田区外神田）                         | 松田るか 瑛茉ジャスミン |
| 第6話  | 8月15日 | 下亜友美 | 梅津芳臣 | Authentic（港区赤坂）                                            | 矢島舞美 瑛茉ジャスミン |
| 第7話  | 8月22日 | 本田隆一 | 本田隆一 | ICON（渋谷区代々木）                                             | 山口まゆ 矢島舞美       |
| 第8話  | 8月29日 | 酒井善史 | 湯浅弘章 | R-S（千葉県松戸市小金原）                                        | 松田るか 北村優衣       |
| 第9話  | 9月05日 | 酒井善史 | 湯浅弘章 | BROZER'S 人形町本店（中央区日本橋人形町）                        | 福田愛依 宮下かな子     |
| 第10話 | 9月12日 | 近藤啓介 | 近藤啓介 | JACK37BURGER（中央区日本橋小伝馬町）                             | 宮下かな子 山口まゆ     |
| 第11話 | 9月19日 | 近藤啓介 | 近藤啓介 | JACKSON HOLE（調布市布田）                                       | 横田真悠 福田愛依       |
| 最終話 | 9月26日 | 村上大樹 | 本田隆一 | AMERICAN DINING homeys（新宿区高田馬場） FIREHOUSE（文京区本郷） | 佐々木美玲 横田真悠     |

※一部店舗は撮影終了後、社会距離拡大戦略（ソーシャルディスタンス）のため、レイアウトを変更している店舗がある。
2021夏SP
| 放送日  | 脚本     | 監督     | 訪れた店舗                                                                                | 主演                                                |
| ------- | -------- | -------- | ----------------------------------------------------------------------------------------- | --------------------------------------------------- |
| 6月27日 | 村上大樹 | 本田隆一 | BOSSA BURGER（足立区千住） WAKIE WAKIE （武蔵野市吉祥寺） BUTCHER'S TABLE（練馬区東大泉） | 瑛茉ジャスミン 大原優乃 宮﨑優 渡邉美穂（日向坂46） |

## 放送局
| 放送期間                 | 放送日時                     | 放送局         | 対象地域   | 備考                     |
| ------------------------ | ---------------------------- | -------------- | ---------- | ------------------------ |
| 2020年7月11日 - 09月26日 | 土曜 0:52 - 1:23（金曜深夜） | テレビ東京     | 関東広域圏 | 製作局                   |
| 2020年7月11日 - 09月26日 | 土曜 0:52 - 1:23（金曜深夜） | テレビ北海道   | 北海道     |                          |
| 2020年7月11日 - 09月26日 | 土曜 0:52 - 1:23（金曜深夜） | テレビ大阪     | 大阪府     |                          |
| 2020年7月11日 - 09月26日 | 土曜 0:52 - 1:23（金曜深夜） | TVQ九州放送    | 福岡県     |                          |
| 2020年7月29日 - 10月21日 | 水曜 1:00 - 1:30（火曜深夜） | テレビ愛知     | 愛知県     |                          |
| 2020年8月26日 - 11月11日 | 水曜 0:59 - 1:29（火曜深夜） | テレビ新潟     | 新潟県     | 日本テレビ系             |
| 2020年9月21日 - 12月07日 | 月曜 1:35 - 2:05（日曜深夜） | テレビ和歌山   | 独立局     | 独立局                   |
| 2020年10月8日 - 12月24日 | 木曜 0:00 - 0:30（水曜深夜） | BSテレ東（2K） | 全国       |                          |
| 2020年10月8日 - 12月24日 | 木曜 0:00 - 0:30（水曜深夜） | BSテレ東4K     | 全国       | 4Kアップコンバートで放送 |

### ネット配信
- ひかりTV・Paraviでは第1話が7月3日23:00より先行配信開始、第2話以降はテレビ東京での放送後から1週間先行で配信開始。

- ネットもテレ東（TVer、GYAO!、ニコニコ動画）ではテレビ東京での放送後から最新話限定で無料配信。※GYAOとニコ動は、ネットもテレ東やTVerの配信から数日遅れて火曜日深夜1:23からの配信。